# Rio Călămari
O Rio Călămari é um rio da Romênia, afluente do Rio Firiza, localizado no distrito de Maramureş.